# Cryptochironomus argus
Cryptochironomus argus är en tvåvingeart som beskrevs av Roback 1957. Cryptochironomus argus ingår i släktet Cryptochironomus och familjen fjädermyggor.
Artens utbredningsområde är Pennsylvania. Inga underarter finns listade i Catalogue of Life.